# Црепуља (посуда)
Црепуља је једна од најстаријих форми кухињске керамике, плитког кружног облика у којој се на огњишту пекао хлеб. Назив је добила по томе што се израђује од печене земље сличне црепу, и начина прављења посуде који је исти као код израде црепа.
Црепуља  је заједно са лонцем — земљаном посудом за кување хране, најстарија и најзаступљенија људска тековина, која се као кухињска керамика, у различитим димензијама и у више варијанти, користила још од млађег неолита, Могу бити различите величине и облика, а најчешће су округле пречника до пола метра.
За разлику од данашњих керамичких посуда, које су намењене рернама, црепуља је имала рупу на средини, као пупак. Кроз ту рупу провлачио би се жарач да се црепуља спусти на ужарени огањ; жарачем се и дизала са угљена.

## Синоними
Црепуља — цријепња — црепна — черепња — подница — шириње — ћиримн —чиримн.

## Историја
Открићем посебних својстава које глина поприма печењем у ватри, у горњем палеолиту, пре око 26.000 година, створен је први синтетички материјал – керамика. До масовне производње употребних керамичких предмета дошло је много касније, у Европи готово 20.000 година касније.
Према појединим етнолозима сматра се да су црепуљу на Балканско полуострво из своје прапостојбине донели Словени. То закључују на основу назива словенског порекла који се појављује у више варијанти, као црепуља, црепња, црепна, черепња, подница, а који се одомаћио и у несловенским језицима.
Међутим, историјска чињеница је да се црепуља користила још у млађем неолиту на простору Балканског полуострва и шире. Прошавши кроз све епохе (укључујући и средњи век) у готово неизмењеном облику црепуља је доспела до наших дана с истим функционалним карактеристикама, што доводи у питање веродостојност навода појединих етнолога да је црепуља словенског порекла.
На централном делу Балкануског полуострва, на простору који данас заузима Србија, прво керамичко посуђе појављује се у неолиту, на прелазу 7. у 6. миленијум п. н. е. Од тада, керамика није изгубила на значају. Оно што је чини јединственим феноменом у технолошком погледу је чињеница да се откривањем нових техника и производних процеса, стари, већ усвојени и овладани, нису напуштали, већ су настављали да живе и активно коегзистирају све до данас.
Израда црепуља карактеристична је за Балканско полуострво, нарочито његов источни, а делимично и централни део. Све до средине 20. века, црепуље су биле неизоставни део кухињског инвентара, посебно у сеоским срединама планинских области Румуније, Бугарске, Северне Македоније, Грчке, Албаније, Црне Горе и Србије.
У Србији је постојало неколико центара за израду црепуља, међу којима се нарочито истичу село Роге у ужичком крају, Котража у Јасеници, Врњци, Рујиште код Ражња, неколико села код Новог Пазара итд
Црепуља у средњем веку
Налази црепуље на средњовековним локалитетима добро су документовани, у утврђеним градовима и насељима, али и у манастирским комплексима. Тако нпр. у оквиру утврђења Рас код Новог Пазара откривен је комад окамењене погаче која се обликом уклапа у профил одређених керамичких фрагмената који припадају овој врсти посуда. Такође на овом локалитету пронађене су у великом броју (95 примерака у хоризонтима који датирају с краја 9. до првих деценија 13. века).
Црепуље су проналажене и на многобројним локалитетима средњовековних српских земаља, у Скопљу, на Магличу, у Исару (Штипу), Госпођином виру и Кастаљану, Новом Брду, Сталаћу, Новој Павлици, Смедеревском граду, али и на многим другим местима.
Ови налаз недвосмислено потврђује непромењену намену реципијената који се данас идентификују као црепуље.
Црепуља као светиња - митско значење црепуље у српској иконографији
У стручној литератури црепуље се називају „зделама за изношење печене рибе или живине на трпезу“. У свести балканског становништва црепуља је све до средине 20. века имала и дубоко симболичко и духовно значење. Као хранитељица породице основном животном намирницом, црепуља, првенствено она прављена у домаћој радиности, уживала је велико поштовање. Колико код жена које су је израђивале, толико и код свих укућана. Имала је карактер светиње, па се за њену израду и употребу везују многи обичаји и табуи.
Из напред наведеног сасвим је разложно да се посуде типа црепуље, налази се на средњовековним фрескама у сценама где је трпеза (Часна трпеза, сцена Рођење Богородице, Чудесни риболов, Јављање Христа апостолима, Свадба у Кани итд).
Црепуља је на иконама представљена најчешће са рибом и печеном перади, што указује на то да су, осим за печење хлеба, оне служиле и за печење мањих количина меса, рибе итд.
Имајући у виду сазнања да црепуља симболично представља свет, њено прављење је симболично стварање света, а печење хлеба у њој симболизује тело Христово, чијим честицама се причешћују верници, сасвим је разложно претпоставити да су црепуље у средњем веку нашле место и на Часној трпези, што је поткрепљено и податком да се обредни хлеб пекао искључиво у црепуљама где год су оне биле у употреби.
| „ | Представа црепуље на Часној трпези проскомидије олтарског простора у цркви манастира Дечани несумњиво је још један прилог тој претпоставци. Ни то што је црепуља насликана празна, не противи се таквој могућности. Чињеница да је насликана у проскомидији, у делу олтарског простора у којем се врши обред проскомидије и припремају свети дарови, односно честице хлеба за причешће, то јасно објашњава. | ” |

## Начин израде, изглед и врсте црепуља
На простору Србије, до данас су се одржала три основна начина грнчарске производње:
- Црепуљарство – ручна израда црепуља и пратећих елемената огњишног ансамбла женске керамике и такозване мушке црепуље.
- Лончарство ручног витла.
- Грнчарство ножног витла.

Црепуље су обично израђивале старије жене вичне овом послу, а касније и мајстори грнчари. У сваком селу постојало је неколико жена вичних овом послу, које су црепуље обликовале с пролећа о Спасова месеца и рано с јесени када се заврше пољски радови, а време није превруће и нема јаких мразева.
Израда женских црепуља може се сматрати општебалканском појавом, што потврђују и културолошке анализе подручја Балканског полуострва на којима је она израђивана, још у првој половини 20. века.
За израду црепуље најбоља је зеленкаста масна глина од квалитетне земље, и то никада са свог имања већ од позајмљене глине са комшијског имања.
Моделовањем црепуље бавиле су се само искусне жене. Пре моделовања, глина је морала на одговарајући начин да се припреми. Очишћена глина распростирана је или скупљана на гомилу на равној површини на којој ће се газити, а потом преливана водом која је могла бити хладна или топла, у зависности од специфичности сировине која се обрађује. Током гажења глини су додаване различите примесе, најчешће органског порекла — слама, плева, чађ, сточна балега, козја или коњска длака, свињске чекиње, кучина, па чак и со, а ове компоненте могле су бити и комбиноване, што је често чињено. Глину су газиле жене у групи крећући се укруг, тако што су једном ногом газиле глину, а другом се ослањале на подлогу. После извесног времена глина је превртана и сакупљана на гомилу, а поступак се понављао. Глина је, у великом броју случајева, гажена непаран број пута, најчешће девет.
Сушење црепуље трајало је од неколико дана до неколико месеци.
По свом изгледу црепуље су округли, плитки реципијенти намењени печењу хлеба, првенствено на огњишту. Димензије црепуља нису стандардизоване. Код оних израђиваних за кућне потребе дебљина зида креће се од 3 до 5 cm, а висина од 7 до 13 cm. Пречник дна варира између 25 и 60 cm. У морфолошком смислу, разликују се црепуље без рупе и црепуље с рупом у средини дна. У источним крајевима Балканског полуострва, укључујући источну Србију, црепуље се не буше, док су оне с рупом у средини дна карактеристичне за јужну и западну Србију, Косово, Метохију и Црну Гору. У граничним подручјима често је израђивана и једна и друга варијанта. У том погледу нема разлике између појединих етничких група у истој области.
| „ | Сви разлози за бушење рупе на црепуљи, који се у литератури наводе, искључиво су практичне природе и своде се на лакше руковање загрејаном црепуљом, као и хлебом који се у њој пече. | ” |

По начину израде црепуље се деле на три врсте. 
Женске црепуље
Ова врста црепуља, чија је израда у народу позната и као гажење црепуља, назив је добиле по томе што су их израђивале искључиво жене, за потребе свог домаћинства. Као што су спремале зимницу, тако су, једном годишње, израђивале црепуље. 1 Једини „алат“ за њихову израду биле су женске руке.
Женске црепуље се нису пекле пре прве употребе. Њихово прво коришћење је заправо и почетак њиховог печења. Свако следеће коришћење чинило их је све чвршћим.
Данас више нема активне производње женских црепуља, али знања и умећа, која могу бити враћена у праксу у оквиру програма заштите нематеријалног културног наслеђа, да се не би заборавила, још увек постоје, нарочито у планинским селима источне Србије.
Мушке црепуље
Ове црепуље нешто су већих димензија него женске. Иако се израђују готово на исти начин – ручно, без употребе витла, брижљивије су обрађене, а мајстори – црепуљари који их праве сматрају се полупрофесионалцима који се овим послом баве најчешће уз пољопривреду. Данас се у Србији на овај начин црепуље израђују још само у Рујишту код Ражња.
Злакуске црепуље
Ово су такође мушке црепуља, али које се израђују на ручном витлу, данас у оквиру производње злакуске лончарије. Ове црепуље су различитих димензија, а могу се користити и у савременим домаћинствима, првенствено за печење хлеба, јер су оне по правилу с рупом на дну, а укус хлеба који је у њима испечен, разликује се, и значајно је квалитетнији и укуснији од хлеба спремљеног по истој рецептури, а печеног у металној посуди.
Остале врсте црепуље
Црепуље у селу Котражи, у Крагујевачкој Јасеници, разликују се по саставу и изради од црепуља у неким другим местима. Док се у другим местима црепуље граде од глине с додатком у првом ред калцита, у Котражи се израђују црепуље од смесе азбеста и глине; и израђују их само рукама. без икакве справе, док у Вршцима раде на квадратним даскама, „калупима", постављеним на непокретном стубу, а у Рогама се даска ставља на коло које се руком окреће.

## Црепуља и вршник — сач
Црепуља је функцији нераскидиво везан за вршник — сач, који као што му и само име каже долази одозго изнад црепуље, и по димензијама је шири, како би прелазио преко ивица црепуље и ослањао се на камене плоче поређане око црепуље како је не би својом тежином поломио. Најчешће је то конусна или калотаста посуда од метала или од ластре, која има исту функцију као и црепуља, а употребљаван је као део огњишног ансамбла уз црепуљу или самостално.
За разлику од црепуља које су опстале до данас, вршници су нестали из употребе на простору централног Балканског полуострва пре готово стотину година. Њих је заменио метални поклопац звани сач. У средњовековном кухињском инвентару вршници су честа појава са црепуљом. Проналажени су на Магличу, Расу, у Сталаћу, Београду и Студеници.
Поступак припреме хране у црепуљи без и са вршником
У отвореном ложишту, прво се разгрне ватра у средини и на то место, дакле у огњишту, ставља се црепуља у коју се претходно ставља хлеб или друга храна. Црепуље су загреване на „јакој ватри“, односно врелом жару, док не побеле. Тако загрејана посуда, у коју је спуштено тесто, враћана је на огњиште. Потом би била поклопљена, такође претходно загрејаним, поклопцем – вршником који је прекриван жаром или је жаром директно покривано тесто, како се то и данас ради у Гостуши.
После одређеног времена које је потребно да се храна испече, жар и пепео се жарачем или лопатицом скину са вршника, који се жарачем подигне а печени хлеб и друга храна се ваде из црепуље.
Има случајева, када се нпр. пече погача или хлеб, да се не користи црепуља, већ се тесто ставља директно на загрејану камену плочу или циглама поплочано огњиште, претходно загрејано и очишћено од жара и пепела и само покрива вршником и жаром одозго.
Домаћинства која немају вршник, покрију тесто жеравицом, а негде листовима купуса или бундеве. Само у Доњој Белој Реци досељеници са Косова, хлеб прекривају другом усијаном црепуљом, а на брдима Неготинске крајине и Црне Горе, хлеб пеку између две црепуље.
У црепуљи у неким деловима Србије пеку паприку, а у Доњој Белој Реци гибаницу пеку и тако што је прво стављају у плех, затим у црепуљу, па прекрију другом.
Понека домаћинства стављају хлеб у црепуљу а затим у рерну или хлебну пећ, јер сматрају да је тако хлеб укуснији него када се пече у плеху.

## Галерија
- Црепуља и вршник
- Вршник — сач
- Метални троножац
- Машице за жар